# Glasblåsarna
Glasblåsarna är en studentorkester vid studentnationen Smålands nation i Uppsala. Orkesterns fullständiga namn är Smålands Nations Glasblåsarlag. Orkestern uppträder understundom tillsammans med herrbaletten Eksjö Hemvärns Ballet Corps. 
Orkestern bildades 1961 som arvtagare till föregångaren Smålands Nationskapell1, och har sedan dess givit ut ett flertal singlar och EP. I samband med 40-årsjubileet 2001 släppte orkestern sitt hittills enda album Det låter som musik. Albumet bestod av 12 nyinspelade låtar samt ytterligare åtta låtar från samtliga tidigare utgivna skivor. Orkesterns största hitlåt är Södertälje, som under åren har givits ut i tre olika versioner (1970, 1971 samt 2004). Denna slagdänga är en av de mest spelade låtarna på musikklubben Sunkit på Söder i Stockholm.

## Diskografi

### Album
2001 - Det låter som musik 

### Singlar/EP
1964 - Upplifvande brunnskonsert exequerad af Smålands Nations Glasblåsarlag (EP)
1970 - Glasblås - Smålands Nations Glasblåsarlag spelar och sjunger bara för dig (EP)
1971 - Södertälje/Tranås Stadshotell (singel utgiven på Sonet Records)2
2004 - Örongodis: 40 år med Södertälje (EP)

### Andra samlingar
1995 - Uppsala Studentorkestrar: A tribute to James Last
2000 - Uppsala Studentorkestrar: Läskeblask